# 威廉·德库宁
威廉·德库宁（荷蘭語：Willem de Kooning，1904年4月24日—1997年3月19日），美国抽象表现主义的艺术家，出生在荷兰鹿特丹。在后二战时期，德库宁的画，表现了抽象表现主义或行动绘画的风格，后来被称为纽约学派的一部分。在纽约市现代艺术博物馆于2011年9月举办了他的大型回顾展。

## 生平
威廉·德庫寧於1904年4月24日出生在荷蘭鹿特丹。他的父母Leendert de Kooning和Cornelia Nobel於1907年離婚，於是威廉·德庫寧起先與父親住在一起，然後與母親同住。他於1916年離開學校，成為一家商業藝術家公司學徒。直到1924年，他參加鹿特丹美術及應用科學學院課程。
1926年，威廉·德庫寧藉著英國貨輪偷渡到美國，並在8月15日在弗吉尼亞州紐波特紐斯上岸。他住在新澤西州霍博肯海洋教堂學院，開始作畫。1927年，他搬到曼哈頓
威廉·德庫寧在空閒時間開始作畫，在1928年加入紐約伍德斯托克藝術殖民地。他也開始認識一些活躍在曼哈頓現代主義藝術家，包括美國斯圖亞特·戴維斯、亞美尼亞阿希尔·戈尔基、俄羅斯約翰·格雷厄姆（John D. Graham），被威廉·德庫寧稱為“三劍客”。
威廉·德庫寧在1934年加入藝術家聯盟，並在1935年公共事業振興署聯邦藝術計畫（Federal Art Project）工作，他設計一些壁畫，包括一些布魯克林威廉斯堡聯邦計畫。從1937年開始，因為威廉·德庫寧沒有美國公民身份，不得不離開聯邦藝術計劃。他開始成為一個專業藝術家，賺取佣金收入。
威廉·德庫寧在紐約美國藝術家學校遇見妻子愛蘭妮（Elaine Fried），他們在1943年12月9日結婚。

## 風格
德库宁以“折中主义者”自称，他以人体为绘画主题，特别是女人；并且也加入风景及书写的象征符号来发展他的抽象世界。大部分的女人素描部充满着线条，这是他形式革新的重要标志。然而，画中安静站立的影像随着空洞的眼神与“非环境氛围”，讥讽地表现出人与人的疏离。德库宁画中的女人形象常常龇牙咧嘴，与传统古典美女迥然不同，“自动性操作”则在古典技法的限制中表现个人情感的热情。
德库宁提倡冒险主义，他有时会闭上双眼制作素描，让“意志”自由流泄，透过某种“外在客观的限制”发现新的论述，制作了非预期的画面结构。“反古典”的素描过程成了他制作经典的来源。他也提出“绘画在今日是生活的一种方式”的说法，从真实生活的不纯粹、复杂矛盾中，互相撞击而产生一种介于新、旧之间的“第三形式”。所以德库宁的画作没有一处是确定清楚的，人的身体常常变成抽象的风景。

## 延伸阅读
- （美）德库宁（De Kooning）绘. 德库宁. 上海市：上海人民美术出版社, 1998.

## 外部連結
- 現代藝術博物館收藏的威廉·德库宁作品
- Links to reproductions
- Willem de Kooning （页面存档备份，存于） at Xavier Hufkens, Brussels
- Woman in the Pool (1969) Phoenix Art Museum
- de Kooning's work in the Guggenheim Collection
- Willem de Kooning in the National Gallery of Australia's Kenneth Tyler collection （页面存档备份，存于）
- Sam Hunter, "Willem de Kooning Lecture", The Baltimore Museum of Art: Baltimore, Maryland, 1964（页面存档备份，存于） Retrieved June 26, 2012
- Frank O'Hara — Rainbow Warrior （页面存档备份，存于）